# Partito Progressista dei Cittadini
Il Partito Progressista dei Cittadini (in tedesco Fortschrittliche Bürgerpartei in Liechtenstein, FBP) è un partito politico nazional-conservatore del Liechtenstein.
Nonostante la perdita di un seggio nell'elezione del febbraio 2013, è passato ad essere il secondo partito più grande del Landtag, con 10 dei 25 seggi. Fino alle elezioni del febbraio 2013, durante le quali è stato eletto Adrian Hasler, Otmar Hasler era stato l'ultimo membro del partito a ricoprire la carica di primo ministro del Liechtenstein.

## Risultati elettorali
| Elezione                 | Voti   | %     | Seggi   |
| ------------------------ | ------ | ----- | ------- |
| Parlamentari 1974        | 17.332 | 50,08 | 8 / 15  |
| Parlamentari 1978        | 18.872 | 50,85 | 7 / 15  |
| Parlamentari 1982        | 18.273 | 46,53 | 7 / 15  |
| Parlamentari 1986        | 39.853 | 42,75 | 7 / 15  |
| Parlamentari 1989        | 67.382 | 42,13 | 12 / 25 |
| Parlamentari 1993 (Feb.) | 71.209 | 44,19 | 12 / 25 |
| Parlamentari 1993 (Ott.) | 65.075 | 41,34 | 11 / 25 |
| Parlamentari 1997        | 65.914 | 39,20 | 10 / 25 |
| Parlamentari 2001        | 92.204 | 49,90 | 13 / 25 |
| Parlamentari 2005        | 94.547 | 48,74 | 12 / 25 |
| Parlamentari 2009        | 86.951 | 43,47 | 11 / 25 |
| Parlamentari 2013        | 77.644 | 40,00 | 10 / 25 |
| Parlamentari 2017        | 68.673 | 35,24 | 9 / 25  |
| Parlamentari 2021        | 72.386 | 35,88 | 10 / 25 |
| Parlamentari 2025        | 56.983 | 27,48 | 7 / 25  |